# Маркевич, Андрей Иванович
Андрей Иванович Маркевич (1771—1832/1833) — генерал-лейтенант, техник-артиллерист, военный педагог.

## Биография
Родился 19 (30) августа 1771 года в Могилёве. В военную службу был записан в 1782 году (в морскую артиллерию), явившись в строй после окончания в 1788 году Шкловского благородного училища. В 1788—1790 годах участвовал в войне со Швецией и за отличие был произведён в первый офицерский чин.
В 1792—1798 годах Маркевичем была составлена топографическая карта побережья Финского залива с обстоятельным описанием.
В 1801 году он был произведён в подполковники и поступил воспитателем во 2-й кадетский корпус. Ревностно отдавшись преподавательской работе, он в то же время не оставлял своих занятий и по артиллерии: в 1802 году «за сочинение проектов, оказавшихся по освидетельствовании весьма полезными для артиллерии», Маркевич был награждён орденом Св. Владимира 4-й степени.
В 1810 году Маркевичу было поручено преподавать «артиллерийскую науку» великим князьям Николаю и Михаилу Павловичам. Им было составлено известное в своё время «Руководство к артиллерийскому искусству, для употребления Их Императорских Высочеств Великих Князей Николая Павловича и Михаила Павловича» (СПб., 1820—1824 гг., 2 т.: Том 1, Том 2); это издание являлось для артиллеристов того времени своего рода энциклопедией по артиллерии на русском языке.
Произведённый в 1807 году в полковники, а в 1816 году в генерал-майоры, Маркевич с 1812 года стал фактически управлять 2-м кадетским корпусом и состоявшим при нём Дворянским полком, так как директор корпуса, генерал А. А. Клейнмихель, почти всё время находился в различных командировках, а преемник Клейнмихеля, генерал от инфантерии граф Д. Д. Курута, жил всё время в Варшаве.
В 1823 году Маркевич был назначен председателем комитета, составленного из членов, «известных ученостью», для рассмотрения всех учебных книг, употреблявшихся в Пажеском и кадетских корпусах, и для составления новых, а в 1825 году был назначен присутствовать в артиллерийском отделении Военно-учёного комитета, для исследования средств к усовершенствованию полевой артиллерии.
Произведённый в 1828 году в генерал-лейтенанты, Маркевич в 1831 году по слабости здоровья был уволен от управления Дворянским полком, а в апреле 1832 года уволен по болезни в отпуск. Среди прочих наград Маркевич имел орден Св. Георгия 4-й степени, пожалованный ему 26 ноября 1816 года за беспорочную выслугу 25 лет в офицерских чинах (№ 3163 по кавалерскому списку Григоровича — Степанова).
Скончался в Нарве 31 декабря 1832 года, похоронен в Санкт-Петербурге на Смоленском православном кладбище.
Маркевич был очень образованный человек, интересовавшийся не только своей специальностью, но и богословскими и философскими вопросами. Его сын, Семён Андреевич, умерший в чине подполковника в 1839 году и служивший инспектором во 2-м кадетском корпусе, составил первую рукописную «Краткую историю 2-го кадетского корпуса», доведённую до 1836 года, и перевёл с немецкого языка сочинение К. фон Деккера «История артиллерии». Другой его сын, Андрей, скончался в 1824 году в возрасте 17 лет.
М. Г. Гольмдорф с своём историческом обзоре Дворянского полка достаточно критически отзывался о деятельности Маркевича (он ошибочно называет его П. А.):

«В управление полком г.-м. Маркевича быт воспитанников отличался как бы безжизненностью. … На воспитание юношей имело сильное влияние отсутствие надзора высшего начальства, которое во всём, касавшемся воспитанников, полагалось на заведовавшего полком, П. А. Маркевича. Занятый учёными трудами, по недостатку времени, он не посещал воспитанников в ротах, а потому мало обращал внимание на быт их, и старался лишь составить, так называвшуюся, благоразумную экономию. Г.-м. Маркевич более всего заботился о постановке учебной части. При недостаточности же отпускаемых полку штатных сумм, благоразумная экономия П. А., естественно, отражалась на пище и вообще содержании воспитанников. Однако, благодаря этой экономии, П. А. имел возможность, во время управления своего полком, отложить в опекунский совет около миллиона рублей, послуживших впоследствии к отстройке большого каменного для полка здания.»
Дети А. И. Маркевича:
- Софья (1801 ?—?)
- Иван (1802—1825), поручик
- Семён (1803—1839), подполковник
- Александр (1807—1824), унтер-офицер
- Екатерина (1808—1884)
- Николай (1811—1840), капитан
- Марья (1814 ?—?)